# 正距円筒図法

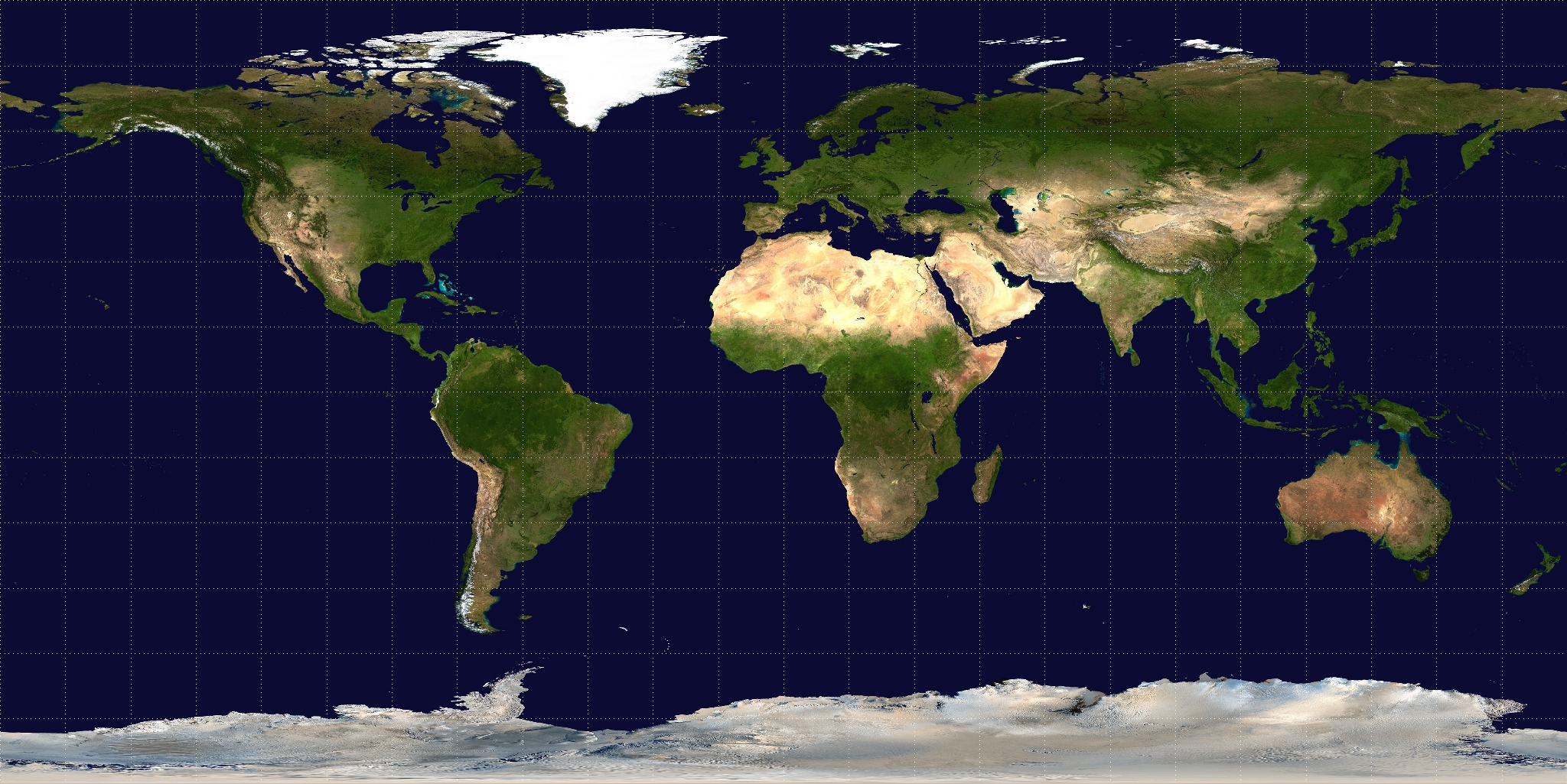
正距円筒図法で作成された世界地図

正距円筒図法（せいきょえんとうずほう）は、地図投影法の一種である。緯線・経線が直角かつ等間隔に交差するので方眼図法・正方形図法とも呼ばれる。特に標準緯線を0°（赤道）に置いたものは plate carrée と呼ばれることがある。

## 特徴
この図法は緯度・経度をそれぞれ地図の縦・横にそのまま読み替えた円筒図法で、標準緯線上と縦方向に関して正距である。標準緯線から離れると横方向に拡大されるため、面積や角度は正しくない。GPSなどから得られた緯度・経度の情報を扱う場合、描画処理が簡単であることから、電子地図の図法として用いられることがある。
前述の横方向の拡大率は、赤道を1とすると、緯度{\displaystyle \varphi }で{\displaystyle 1/\cos \varphi }となる。
またplate carreeを縦方向にも{\displaystyle 1/\cos \varphi }倍することで正角図法にしたものがメルカトル図法であり、逆に縦方向に{\displaystyle \cos \varphi } 倍して正積図法にしたものがランベルト正積円筒図法である。

## 投影式
地球を半径 {\displaystyle R} の球体とみなしたとき、正軸法における標準緯線を {\displaystyle \varphi _{0}} と定めると、経度 {\displaystyle \lambda } 、緯度 {\displaystyle \varphi } が投影される正距円筒図法における地図上の点 {\displaystyle x,\,y} は次式で与えられる。
{\displaystyle {\begin{aligned}x&=R\lambda \cos \varphi _{0}\\y&=R\varphi \\\end{aligned}}}
特に、plate carreeでは {\displaystyle \varphi _{0}=0} であるので、
{\displaystyle {\begin{aligned}x&=R\lambda \\y&=R\varphi \\\end{aligned}}}
で表される。